# Paleoseismologie

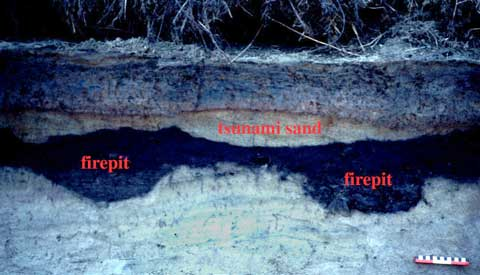
rekonstrukce zemětřesení

Paleoseismologie je obor, který rekonstruuje dávná zemětřesení pomocí výkopů a zkoumání geologických sedimentů nebo skal. Tento vědní obor je příbuzný se seismologií.

## Příklad
Pomocí paleoseismologie bylo např. zjištěno, že na západě Čech došlo za posledních 3000 let ke dvěma silným otřesům, které měly sílu přes 6 stupňů.